# Valsaín
Valsaín o a veces en su denominación histórica Balsaín es una localidad del municipio de Real Sitio de San Ildefonso, en la provincia de Segovia (Castilla y León, España). Se sitúa en el fondo del valle que lleva su nombre, perteneciente éste a la vertiente noroeste de la sierra de Guadarrama. En 2022 contaba con 183 habitantes censados.

## Geografía

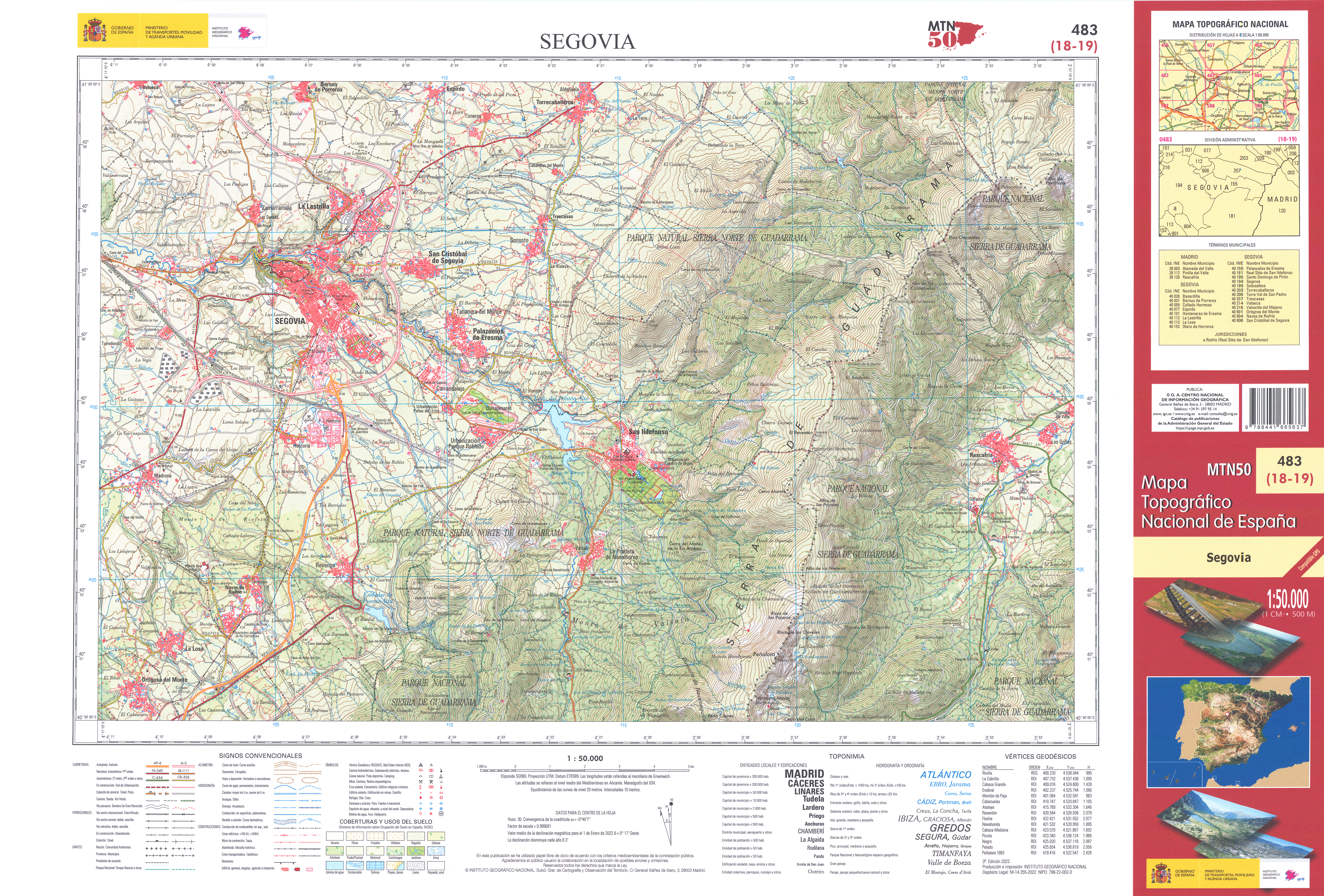
Fragmento de la hoja 483 del Mapa Topográfico Nacional de España de 2022 en el que se representa la localidad de Valsaín

Valsaín está dentro del término municipal de Real Sitio de San Ildefonso, tiene una población de 183 habitantes (INE 2022) y se sitúa a una altitud de 1180 metros. Ubicado en la vertiente segoviana de la sierra de Guadarrama, a 50 km de Madrid, 8 de Segovia y 2 de La Granja, en un área de bosque a tres kilómetros de la localidad de San Ildefonso.
La localidad está atravesada por la carretera CL-601 que la une con La Granja y Segovia por un lado y por el otro con el puerto de Navacerrada entrando en la Comunidad de Madrid como M-601.
Contiene 10 545 ha de pinares y está considerado como un valioso ejemplo de explotación maderera sin degradar la naturaleza.
El pueblo se alza entre las ruinas del Palacio de Valsaín, aún apreciables. En Valsaín se encuentra el Centro Nacional de Educación Ambiental CENEAM.

## Demografía
| 192           | 206 | 212 | 225 | 210 | 217 | 198 | 173 | 179 | 176 | 173 | 176 | 183 |
| (Fuente: INE) |     |     |     |     |     |     |     |     |     |     |     |     |

## Historia

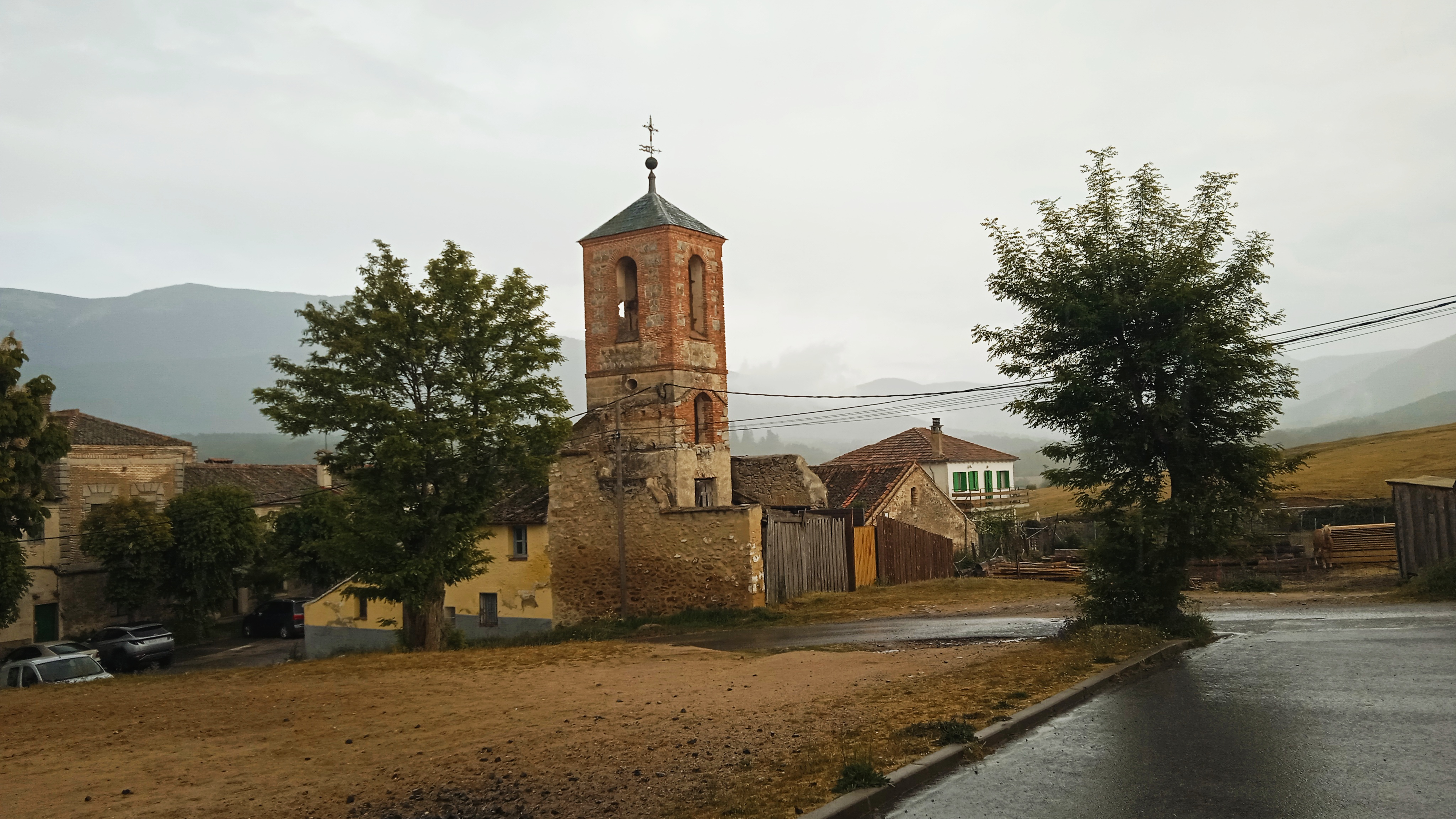
Iglesia antigua de Valsain

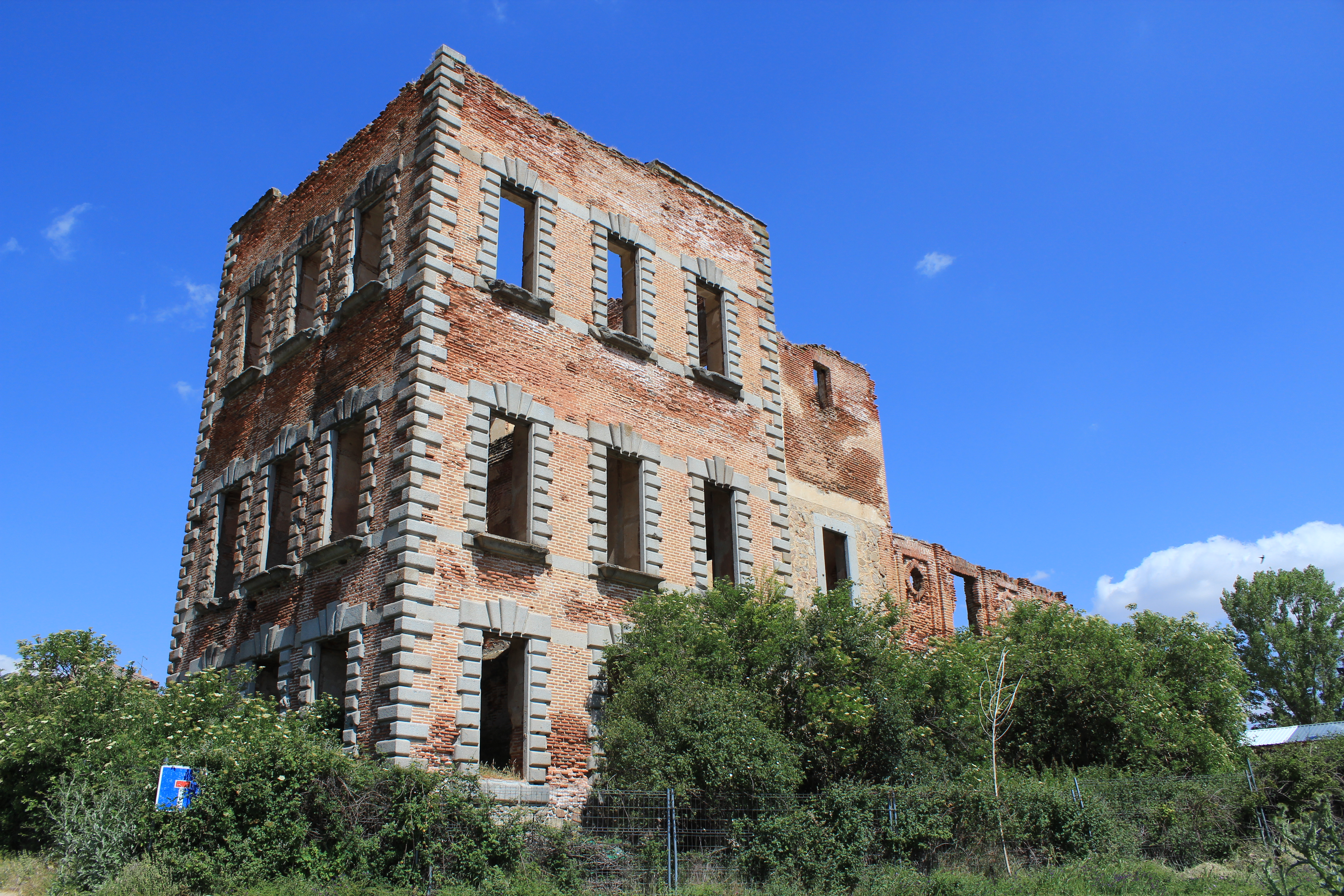
Palacio Real de Valsaín

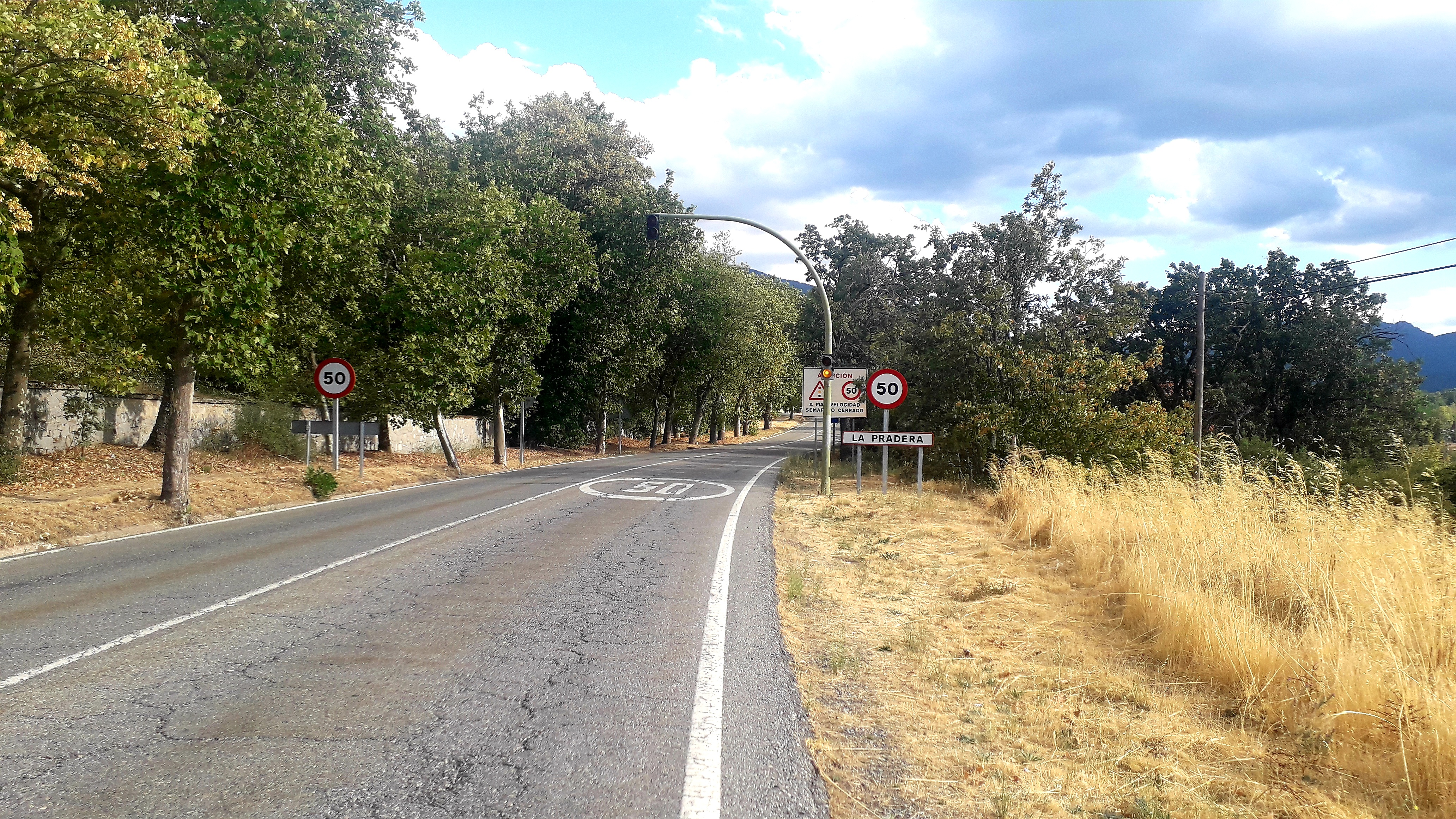
Entrada por la CL-601 desde Segovia a La Pradera de Navalhorno, barrio físicamente unido a Valsaín

En los años 1960, Valsaín creció surgiendo el llamado “Barrio Nuevo” que se planificó para los trabajos del Patrimonio y con un trazado de calles paralelas y perpendiculares. La Pradera de Navalhorno, zona aneja a Valsaín tiene su origen en la creación del Real Taller de Aserrío, surgió como alojamiento de los dependientes, jornaleros e industriales, procedentes del País Vasco, dedicados a la compraventa de pinos. En un principio, era una aglomeración desordenada de casas y talleres de madera, situada en una pradera pantanosa. Posteriormente fue saneado con un trazado de alcantarillas y transformado en una población industrial.

## Economía
La economía y la cultura de este pueblo se basan en los oficios ligados al pinar: los gabarreros, que recolectan leñas muertas; los ganaderos, que conservan las variedades locales de vaca, los recolectores de setas, que complementan su administración doméstica, etc.

## Autobuses
Valsaín forma parte de la red de transporte Metropolitano de Segovia que va recorriendo los distintos pueblos de la provincia
| Línea    | Trayecto |
| -------- | --- |
| M8       | Valsaín - Segovia (por Peñas del Erizo - Quitapesares - Parque Robledo - La Granja - La Pradera de Navalhorno - Barrio Nuevo)                  |
| M8*      | Puerto de Navacerrada - Segovia (por Carrascalejo - Parque Robledo - La Granja - Valsaín/La Pradera - Boca del Asno - Fuente de los Mosquitos) |
| M8 (AVE) | Valsaín - Estación AVE (por La Pradera de Navalhorno - La Granja - Palazuelos de Eresma - Carrascalejo)                                        |